# ソフィー・トスカン・デュ・プランティエ
ソフィー・トスカン・デュ・プランティエ (Sophie Toscan du Plantier, 1957年7月28日 - 1996年12月23日) は、フランスの映画プロデューサーであるダニエル・トスカン・デュ・プランティエの配偶者。アイルランド、コーク県の別荘で何者かによって殺害された。

## 事件の発生
被害者はテレビチャンネル、アルテのプロジェクトの準備のためコークの別荘に12月20日に到着した。12月23日の夜、彼女は就寝前に台所のドアを激しくノックする音を聞いた。後に警察がドアに血痕を発見したことから、彼女がドアを開けたところ突然殺人犯に凶器で殴られたと思われる。その後も彼女は抵抗を繰り返し（彼女の爪には犯人を引っ掻いた形跡が残っていた）、庭に逃げたが、そこで犯人は執拗に頭蓋骨を強打し、彼女を死に至らしめた。事件はのどかな田舎町で発生したこと、外部の人間は別荘へのアクセスが困難であることから、周辺に精通していた人物の犯行であると見られている。

## 捜査
アイルランド警察 (Garda) の初期捜査の遅れにより重要な証拠が紛失し、殺害に使われた凶器は発見されなかった。また、検死官の到着も事件発生時刻から約36時間後であったため、正確な死亡時刻の推定には困難を極めた。

## 経過
容疑者としてアイルランド在住の元ジャーナリストが2度逮捕されたが、証拠不十分のため釈放された。その後も遺族の働きかけにより、2010年にヨーロッパ逮捕令状 (European Arrest Warrant) が発行された。しかしアイルランド司法の問題により、フランスへの容疑者身柄引き渡しはいまだ行われていない。